# 建炎以來繫年要錄
《建炎以來繫年要錄》，原名《高宗繫年要錄》，凡二百卷，南宋李心傳著。
李心傳三十歲科舉不第，遂絕意於仕途，專心從事史學研究。李心傳以《高宗日曆》《中興會要》等史書為基礎，又參考各類官書，以及一百多種私家記載、文集、傳記、行狀、碑銘等史料，進行詳細的考訂，仿李燾的《續資治通鑑長編》體例，編成此書。《要錄》也出现过《中兴系年要录》的全称，主要是高宗一朝最好言“中興”，所谓“中兴”，是指徽钦二帝为金人掠走后，赵构建立南宋。《建炎以來繫年要錄》記述了建炎元年（1127年）至紹興三十二年（1162年）共三十六年的史事，宋高宗一代的政治、軍事、經濟、文化有大量史料記載，如秦檜陷害岳飛之事，此書記載甚詳。《建炎以来系年要录》在宋时已有刻本，宝祐初，賈似道曾刻之扬州。後來的《宋史》和《續資治通鑑》等作品，多以此書為參考。另有孝宗朝《系年要录》，李心传未完成，由其弟子高斯得完成。
《建炎以來繫年要錄》原書已佚，今本是清初四庫館臣自《永樂大典》中輯出。《建炎以來繫年要錄》可與徐夢莘《三朝北盟會編》互為補充。

## 逸事
1937年中日戰爭爆發，陳寅恪在倉皇逃難之際，取《建炎以來繫年要錄》誦讀，“讀到汴京圍困屈降諸卷，淪城之日，謠言與烽火同時流竄；陳氏取當日親身目睹之事與史料印證，不覺汗流浹背，覺得生平讀史從無如此親切有味之快感”。